# R. Venkataraman
Ramaswamy Venkataraman (phát âmⓘ, 4 tháng 12 năm 1910 – 27 tháng 1 năm 2009) là luật sư, chính trị gia và nhà hoạt động xã hội người Ấn Độ, ông đã giữ nhiều chức bộ trưởng và Tổng thống thứ 8 của Ấn Độ.